# VII Batallón de Fortificación de la Luftwaffe
El VII Batallón de Fortificación de la Luftwaffe (VII. Luftwaffen-Festungs-Bataillon) fue una unidad de la Luftwaffe durante la Segunda Guerra Mundial.

## Historia
Fue formado en septiembre de 1944 a partir del 1207.º Batallón de Campaña de la Luftwaffe, fue transferido al VII Ejército en Eifel. Para la formación se recurrió a personal de la Escuela de pilotos 9 en Neuruppin, Escuela de pilotos 3 en Finow, Escuela de pilotos 5 en Neubrandenburg, Escuela de pilotos 6 en Kolberg, Escuela de pilotos 9 en Pretzschy, Escuela de pPilotos 36 en Wesendorf y Escuela de pilotos 38 en Gabbert. El 22 de septiembre de 1944, el batallón llegó a Losheim y a finales de septiembre de 1944 estaba en Steckenborn. Disuelto el 27 de septiembre de 1944, fue absorbido por la 347.ª División de Infantería. El 4 de octubre de 1944, llegó al sur de Lammersdorf. A mediados de octubre de 1944, el batallón fue utilizado en el área de Neuhof y Frauenkorn. Mediante resolución del 28 de octubre de 1944 (O.K.L./Gen. Genst. Qu. 2. Abt. Nr. 13706/44 g. Kdos.) es renombrado II Batallón/861.º Regimiento de Granaderos.
| Unidad       | Correo Postal |
| Plana Mayor  | 61186 A       |
| 1.ª Compañía | 61186 B       |
| 2.ª Compañía | 61186 C       |
| 3.ª Compañía | 61186 D       |